# Leteensuo
Leteensuo är en torvmosse i Hattula, Egentliga Tavastland, mellan Lehijärvi och Vanajavesi sjöar, omfattande omkring 400 hektar, till största delen uppodlad.
Leteensuo var tidigare försöksstation för Finska mosskulturföreningen.